# Grand Theft U-Bahn
Grand Theft U-Bahn (engl. Titel: Postcards from the Wedge) ist die 14. Folge der 21. Staffel und damit die 455. Episode der Serie Die Simpsons.

## Handlung
In der Schule bekommt Bart mit seiner Klasse den Film Springfield of Tomorrow von 1956 vorgeführt, um Einblicke in die Zukunftsentwicklung zu erhalten. Als Bart die Schulaufgaben nicht präsent hat, die Ms Krabappel kurz darauf kontrollieren möchte, beschließt sie, einen Brief an Barts Eltern zu schreiben. Bart hingegen versucht infolgedessen vergeblich mit allen Mitteln zu verhindern, dass seine Eltern diesen zu Gesicht bekommen.
Homer und Marge erhalten durch diesen Brief Einblicke in die vielen fehlenden Schulaufgaben, können sich jedoch nicht auf die richtige Erziehung ihres Sohnes einigen. Aus diesem Grund begibt sich Bart zu seiner Schwester Lisa, um sie um Rat zu fragen, weil er die Diskussion seiner Eltern nicht nachvollziehen kann. Als ihm Lisa erklärt, dass Menschen nicht immer einer Meinung sind und sich daher in Diskussionen verstricken, beschließt Bart seine Eltern gegeneinander auszuspielen, um ohne eine Strafe davonzukommen.
Sein Plan funktioniert vorerst, doch merken Homer und Marge kurze Zeit später, was sie aneinander haben und beenden den Streit. Bart hingegen ist mit seinem Freund Milhouse dabei, seinem Rektor Skinner einen Streich zu spielen. Auf der Flucht vor den Konsequenzen zeigt Milhouse Bart den Weg zu einer Untergrundbahn. Zusammen verursachen sie ein leichtes Erdbeben in der Stadt, als sie versuchen, die Bahn in Bewegung zu setzen. Zu Barts Ernüchterung merkt er jedoch, dass sich seine Eltern diesmal nicht über ihn beschweren, woraufhin er beschließt, beim nächsten Streich die Schule mit der Bahn zu zerstören.
Homer beendet Barts Plan in letzter Sekunde und rettet so die Schule vor der Zerstörung, die kurze Zeit später durch das zufällige Kippen des Fahnenmastes dennoch zerstört wird. Bart erhält daraufhin seine gerechte Strafe.

## Hintergrund
Der Schulfilm am Anfang spielt auf Zukunfts-Kurzfilme von Tex Avery an, die in den 1940–50er Jahren entstanden. Die Musik dazu war George Gershwins Ein Amerikaner in Paris.
Für diese Folge gewann Charles Ragins für sein Hintergrund-Design den Emmy-Award 2010 in der Kategorie Outstanding Individual Achievement in Animation. Der deutsche Titel ist eine Anspielung auf die Videospielreihe Grand Theft Auto.